# Балихов, Сергей Михайлович
Сергей Михайлович Балихов (1871—1919) — русский военный  деятель, полковник  (1915). Герой Первой мировой войны.

## Биография
В 1889 году  после окончания Одесского реального училища вступил в службу. В 1891 году после окончания Елисаветградского кавалерийского училища произведён корнеты и выпущен в Нарвский 13-й гусарский полк. В 1895 году произведён в поручики, в 1900 года штабс-ротмистры, в 1903 году в ротмистры, в 1912 году в подполковники, эскадронный командир.
С 1914 года участник Первой мировой войны, был ранен. В 1915 году произведён в полковники, штаб-офицер Нарвского 13-го гусарского полка.  С 1917 года командир Изюмского 11-го гусарского полка. Высочайшим приказом от 9 марта 1915 года за храбрость награждён Георгиевским оружием :
За то, что в бою 10 августа 1914 года в конном строю с дивизионом атаковал противника, ворвался в поселок Аннополь, где вступил в рукопашный бой с противником и опрокинул его
После Октябрьской революции 1917 года  участник Белого движения с составе Добровольческой армии
и ВСЮР. В 1919 году расстрелян большевиками в Одессе.

## Награды
- Орден Святой Анны 3-й степени  (1909)
- Орден Святого Станислава 2-й степени  (ВП 04.04.1913)
- Орден Святого Владимира 4-й степени с мечами и бантом (ВП 5.01.1915)[3]
- Георгиевское оружие (ВП 09.03.1915)